# Deroplia albida
Deroplia albida är en skalbaggsart som först beskrevs av Gaspard Auguste Brullé 1838.  Deroplia albida ingår i släktet Deroplia och familjen långhorningar. Inga underarter finns listade i Catalogue of Life.